# Setaphora shibatai
Setaphora shibatai là một loài chân đều trong họ Philosciidae. Loài này được Nunomura miêu tả khoa học năm 1986.